# Comunas do Chile
A comuna é a menor subdivisão administrativa no Chile. Pode conter cidades, vilas, aldeias, hamlets, assim como área rural. Em áreas densamente povoadas, como algumas cidades, pode haver nenhuma distinção prática entre a cidade e a comuna que a contém. Em zonas escassamente povoadas, uma comuna pode conter substancial zona rural em conjunto com diversas áreas que podem abranger uma gama de povoados, vilas ou cidades.
Cada comuna é governada por um órgão eleito por sufrágio universal ou município (Municipalidad), constituído por um prefeito (alcalde) e um grupo de Conselheiros (concejales), por um período de quatro anos. Segundo a lei chilena, um único município pode administrar uma ou mais comunas. Atualmente, o único caso é o município de Cabo de Hornos, que administra as comunas de Antártica e Cabo de Hornos. As 346 comunas do Chile estão agrupados em 56 províncias, que, por sua vez, são agrupadas em 16 regiões.

## Lista de comunas por região e Província de
A seguinte lista reflete esse esquema de ordenação das regiões, com as províncias de cada região e suas respectivas comunas também ordenadas de norte a sul.

### Arica e Parinacota
Província de Arica
- Arica
- Camarones

Província de Parinacota
- Putre
- General Lagos

### Tarapacá
Província de Iquique
- Iquique
- Alto Hospicio

Província de Tamarugal
- Camiña
- Colchane
- Huara
- Pica
- Pozo Almonte

### Antofagasta
Província de Antofagasta
- Antofagasta
- Mejillones
- Sierra Gorda
- Taltal

Província de El Loa
- Calama
- Ollagüe
- San Pedro de Atacama

Província de Tocopilla
- Tocopilla
- María Elena

### Atacama
Província de Copiapó
- Copiapó
- Caldera
- Tierra Amarilla

Província de Chañaral
- Chañaral
- Diego de Almagro

Província de Huasco
- Vallenar
- Alto del Carmen
- Freirina
- Huasco

### Coquimbo
Província de Elqui
- La Serena
- Coquimbo
- Andacollo
- La Higuera
- Paiguano
- Vicuña

Província de Choapa
- Illapel
- Canela
- Los Vilos
- Salamanca

Província de Limarí
- Ovalle
- Combarbalá
- Monte Patria
- Punitaqui
- Río Hurtado

### Valparaíso
Província de Valparaíso
- Valparaíso
- Casablanca
- Concón
- Juan Fernández
- Puchuncaví
- Quintero
- Viña del Mar

Província de Isla de Pascua
- Isla de Pascua

Província de Los Andes
- Los Andes
- Calle Larga
- Rinconada
- San Esteban

Província de de Marga Marga
- Quilpué
- Limache
- Olmué
- Villa Alemana

Província de Petorca
- La Ligua
- Cabildo
- Papudo
- Petorca
- Zapallar

Província de Quillota
- Quillota
- La Calera
- Hijuelas
- La Cruz
- Nogales

Província de San Antonio
- San Antonio
- Algarrobo
- Cartagena
- El Quisco
- El Tabo
- Santo Domingo

Província de San Felipe de Aconcagua
- San Felipe
- Catemu
- Llaillay
- Panquehue
- Putaendo
- Santa María

### O'Higgins
Província de Cachapoal
- Rancagua
- Codegua
- Coínco
- Coltauco
- Doñihue
- Graneros
- Las Cabras
- Machalí
- Malloa
- Mostazal
- Olivar
- Peumo
- Pichidegua
- Quinta de Tilcoco
- Rengo
- Requínoa
- San Vicente de Tagua Tagua

Província de Cardenal Caro
- Pichilemu
- La Estrella
- Litueche
- Marchihue
- Navidad
- Paredones

Província de Colchagua
- San Fernando
- Chépica
- Chimbarongo
- Lolol
- Nancagua
- Palmilla
- Peralillo
- Placilla
- Pumanque
- Santa Cruz

### Maule
Província de Talca
- Talca
- Constitución
- Curepto
- Empedrado
- Maule
- Pelarco
- Pencahue
- Río Claro
- San Clemente
- San Rafael

Província de Cauquenes
- Cauquenes
- Chanco
- Pelluhue

Província de Curicó
- Curicó
- Hualañé
- Licantén
- Molina
- Rauco
- Romeral
- Sagrada Familia
- Teno
- Vichuquén

Província de Linares
- Linares
- Colbún
- Longaví
- Parral
- Retiro
- San Javier de Loncomilla
- Villa Alegre
- Yerbas Buenas

### Ñuble
Província de Diguillín
- Bulnes
- Chillán
- Chillán Viejo
- El Carmen
- Pemuco
- Pinto
- Quillón
- San Ignacio
- Yungay

Província de Itata
- Cobquecura
- Coelemu
- Ninhue
- Portezuelo
- Quirihue
- Ránquil
- Treguaco

Província de Punilla
- Coihueco
- Ñiquén
- San Carlos
- San Fabián
- San Nicolás

### Biobío
Província de Concepción
- Concepción
- Coronel
- Chiguayante
- Florida
- Hualqui
- Lota
- Penco
- San Pedro de la Paz
- Santa Juana
- Talcahuano
- Tomé
- Hualpén

Província de Arauco
- Lebu
- Arauco
- Cañete
- Contulmo
- Curanilahue
- Los Álamos
- Tirúa

Província de Biobío
- Los Ángeles
- Antuco
- Cabrero
- Laja
- Mulchén
- Nacimiento
- Negrete
- Quilaco
- Quilleco
- San Rosendo
- Santa Bárbara
- Tucapel
- Yumbel
- Alto Biobío

### Araucanía
Província de Cautín
- Temuco
- Carahue
- Cunco
- Curarrehue
- Freire
- Galvarino
- Gorbea
- Lautaro
- Loncoche
- Melipeuco
- Nueva Imperial
- Padre Las Casas
- Perquenco
- Pitrufquén
- Pucón
- Saavedra
- Teodoro Schmidt
- Toltén
- Vilcún
- Villarrica
- Cholchol

Província de Malleco
- Angol
- Collipulli
- Curacautín
- Ercilla
- Lonquimay
- Los Sauces
- Lumaco
- Purén
- Renaico
- Traiguén
- Victoria

### Los Ríos
Província de Valdivia
- Valdivia
- Corral
- Lanco
- Los Lagos
- Máfil
- Mariquina
- Paillaco
- Panguipulli

Província de Ranco
- Futrono
- La Unión
- Lago Ranco
- Río Bueno

### Los Lagos
Província de Llanquihue
- Puerto Montt
- Calbuco
- Cochamó
- Fresia
- Frutillar
- Los Muermos
- Llanquihue
- Maullín
- Puerto Varas

Província de Chiloé
- Castro
- Ancud
- Chonchi
- Curaco de Vélez
- Dalcahue
- Puqueldón
- Queilén
- Quellón
- Quemchi
- Quinchao

Província de Osorno
- Osorno
- Puerto Octay
- Purranque
- Puyehue
- Río Negro
- San Juan de la Costa
- San Pablo

Província de Palena
- Chaitén
- Futaleufú
- Hualaihué
- Palena

### Aysén
Província de Coihaique
- Coihaique
- Lago Verde

Província de Aisén
- Aisén
- Cisnes
- Guaitecas

Província de Capitán Prat
- Cochrane
- O'Higgins
- Tortel

Província de General Carrera
- Chile Chico
- Río Ibáñez

### Magallanes y Antártica Chilena
Província de Magallanes
- Punta Arenas
- Laguna Blanca
- Río Verde
- San Gregorio

Província de Antártica Chilena
- Cabo de Hornos (antiga Navarino)
- Antártica

Província de Tierra del Fuego
- Porvenir
- Primavera
- Timaukel

Província de Última Esperanza
- Natales
- Torres del Paine

### Metropolitana de Santiago
Província de Santiago
- Santiago
- Cerrillos
- Cerro Navia
- Conchalí
- El Bosque
- Estación Central
- Huechuraba
- Independencia
- La Cisterna
- La Florida
- La Granja
- La Pintana
- La Reina
- Las Condes
- Lo Barnechea
- Lo Espejo
- Lo Prado
- Macul
- Maipú
- Ñuñoa
- Pedro Aguirre Cerda
- Peñalolén
- Providencia
- Pudahuel
- Quilicura
- Quinta Normal
- Recoleta
- Renca
- San Joaquín
- San Miguel
- San Ramón
- Santiago
- Vitacura

Província de Cordillera
- Puente Alto
- Pirque
- San José de Maipo

Província de Chacabuco
- Colina
- Lampa
- Tiltil

Província de Maipo
- San Bernardo
- Buin
- Calera de Tango
- Paine

Província de Melipilla
- Melipilla
- Alhué
- Curacaví
- María Pinto
- San Pedro

Província de Talagante
- Talagante
- El Monte
- Isla de Maipo
- Padre Hurtado
- Peñaflor